# Félix Azzati
Félix Azzati, né à Cadix en 1874 et mort à Valence en 1929, est un journaliste et homme politique espagnol, figure importante du blasquisme.

## Biographie
Proche de Vicente Blasco Ibáñez, il est membre du Parti d'union républicaine autonomiste et figure parmi les fondateurs de la revue républicaine El Pueblo.
Lorsque Blasco Ibánez se retire de la politique, il prend la direction du parti, dans les files duquel il est élu député aux élections de 1908, 1910, 1914, 1919 et 1923. Il est l'auteur de violents articles anticléricaux qui lui valent plusieurs procès.